# Igor Rybakov
 (mars 2020).
Pour les articles homonymes, voir Rybakov.
Igor Vladimirovitch Rybakov (en russe : Игорь Владимирович Рыбаков ; né le 16 mai 1972 à Magnitogorsk) est un entrepreneur russe. En 2020, Forbes l'inclut dans sa liste des personnalités les plus riches avec une fortune atteignant 1 milliard de dollars. Il est copropriétaire de Technonicol Corporation et cofondateur de Rybakov Fund,. 

## Biographie

### Formation
Igor Rybakov est né le 16 mai 1972 à Magnitogorsk. 
Il obtient un diplôme en études avancées en mathématiques en 1989, en parallèle du suivi par correspondance des cours de l'Institut de physique et de technologie de Moscou (MIPT). Il entre ensuite à la Faculté d'électronique physique et quantique du MIPT. 
En 1996, il est diplômé du MIPT en tant qu'ingénieur-physicien. 

### Parcours professionnel

#### Technonicol
En 1992, tout en étudiant à la MIPT, il fonde la société Technonicol,, en collaboration avec son camarade de classe Sergei Kolesnikov. La société se place dans le Top 200 Forbes des plus grandes entreprises privées en Russie (91e en 2015). Le groupe TechnoNICOL  compte 55 usines de production en Russie, en Biélorussie, en Lituanie, en République tchèque, en Italie, au Royaume-Uni et en Allemagne. 
Rybakov publie le livre Soif en décembre 2017, dans lequel il partage sa vision de la création de Technonicol et sa philosophie d'entreprise, et explique également comment il a décidé de s'engager dans une philanthropie active. Ce livre est inclus dans la liste des finalistes du prix "Business book of the year in Russia". 
En 2018, TechnoNICOL acquiert 100 % d'un grand producteur de matériaux de construction - IZOVOL (Belgorod, Russie). 
En novembre 2018, Igor Rybakov, avec son partenaire Sergei Kolesnikov, remporte le prix EY «Entrepreneur de l'année 2018» en Russie. 

#### Investissements
Igor Rybakov détient 50 % des actions de la société Nicol-PAK - producteur intégré verticalement de papier cartonné et d'articles en papier cartonné. L'entreprise se compose de cinq usines en Russie avec une capacité annuelle totale de 255 000 tonnes de papier carton. 
Igor Rybakov est co-investisseur du projet SOK, des bureaux de co-working, avec un investissement de 1,2 milliard de roubles. En février 2018, à la station de métro «Кurskaya» à Moscou, un «smart-office» de la société SOK est ouvert, puis à côté de la station de métro "Mayakovskaya" à l'été 2018. En septembre 2018, des bureaux SOK sont ouverts dans le bâtiment VTB Arena Park sur l'avenue Leningradsky à Moscou, ensemble qui est à l'époque le plus grand batiment de co-working en Russie. 
Igor Rybakov est un partenaire russe clé de Prytek. En avril 2018, l'intégrateur d'entreprise singapourien entre sur le marché russe pour investir dans des startups russes avec un investissement moyen de 2 millions de dollars, et vise à les promouvoir à l’extérieur du pays,.

#### Autres engagements professionnels
Igor Rybakov est le fondateur de deux communautés d'affaires internationales, R2 et "Equium". Il est également président du Bureau du Conseil général de l'Organisation de coopération économique eurasienne.

### Philanthropie
En décembre 2015, Igor Rybakov et son épouse Ekaterina (Екатерина) créent le «Fonds Rybakov». Ils le dotent de 1 milliard de roubles pour financer les projets de l'organisation, et prévoient une augmentation des investissements. 
En 2016, le «Fonds Rybakov» est inclus dans le Top 9 des fonds caritatifs privés en Russie par le magazine Ogoniok. 
En 2018, Igor Rybakov figure dans le Top 5 des hommes d'affaires les plus mentionnés dans les médias de Russie selon le journal Kommersant. 
M. Rybakov lance un fonds de dotation "Legacy Endowment Foundation" : «La philanthropie est la réponse aux changements technologiques. En particulier, l'efficacité de la philanthropie du futur sera définie par les technologies avancées. » . 
En mars 2020, dans le cadre de la lutte contre le Covid-19, il finance l'achat de masques de protection pour les redistribuer à la population de Moscou. 

### Vie privée
Igor Rybakov est un plaisancier expérimenté, il a remporté le Championnat du Monde au sein de l'équipe de voilier Technonicol (X-41). 
Il est marié et père de quatre enfants. Son épouse se nomme Ekaterina. Ekaterina Rybakova – La présidente et cofondatrice de la Fondation Rybakov s’est vu décerner le prix national “Media Manager of Russia – 2020″ en qualité d’idéologue et fondatrice de la communauté PRO Women’s. Ekaterina développe des projets dans le domaine social et éducatif avec son mari Igor Rybakov. À un moment donné, Ekaterina et Igor Rybakov ont décidé de consacrer la seconde moitié de leur vie à restituer le capital sous une forme transformée à la société.
En septembre 2019, il sort son premier album de musique trip-hop, consacré à sa femme Ekaterina.